# Monique Wittig
Monique Wittig (Dannemarie (Haut-Rhin), 13 juli 1935 – Tucson, 3 januari 2003) was een Frans feministisch auteur en filosoof. Ze schreef onder meer over het ontsnappen aan sociaal bepaalde genderrollen en over het lesbisch feminisme.

## Biografie
Wittig werd in 1935 geboren in Dannemarie, in het departement Haut-Rhin. In de jaren 50 verhuisde ze naar Parijs om aan de Sorbonne te studeren. In 1964 publiceerde ze haar eerste roman, L'Opoponax, en die zorgde voor Franse en later internationale erkenning. Haar tweede boek, Les Guérillères uit 1969, gaat over een bloedige oorlog tussen de geslachten die door de vrouwen gewonnen wordt. Op 26 augustus van dat jaar legde een groep vrouwen, waaronder Wittig, bloemen bij het graf van de onbekende soldaat ter ere van diens onbekende echtgenote. Zowel het boek als de actie worden wel beschouwd als begin van het moderne feminisme in Frankrijk. Wittig was een van de oprichters van de Franse feministische Mouvement de libération des femmes.
Wittig haalde haar doctorstitel aan de EHESS en speelde een hoofdrol in verscheidene feministische organisaties in Frankrijk. Zo was ze een van de oprichters van de 'Gouines rouges' (Rode Potten), een radicaal lesbisch-feministische actiegroep en was ze betrokken bij de radicale 'Féministes Révolutionnaires'. Ze publiceerde nog verschillende andere werken, waaronder Le Corps lesbien in 1973 en samen met haar partner Sande Zeig Brouillon pour un dictionnaire des amantes in 1976.
In 1976 verhuisden Wittig en Zeig naar de Verenigde Staten, waar de wetenschapper Wittig zich vooral toelegde op genderstudies. Ook schreef ze over de relatie en de intersectionaliteit tussen feminisme, lesbianisme en literaire stijl. In die periode was Wittig ook van grote invloed op het Nederlandse lesbisch-feministische collectief Lesbian Nation.
Wittig had betrekkingen aan verscheidene universiteiten en deed redactiewerk in Frankrijk en de Verenigde Staten. Haar werk werd gewoonlijk in het Frans en het Engels gepubliceerd. Werk van Wittig is ook in het Nederlands verschenen. Begin januari 2003 overleed Wittig aan een hartaanval.